# Pecho
El pecho se sitúa en la parte frontal del cuerpo humano, en oposición a la espalda y comprende la región desde la base del cuello y los hombros hasta el abdomen. En el interior se encuentra la caja torácica.
También se denomina pecho a la parte superior frontal del cuerpo de los animales.
Las mujeres tienen el pecho y sus mamas más desarrollados que los varones, esto cumple la función primordial para la lactancia de los bebés en su primera etapa de vida.